# خافيير بوليدو
خافيير بوليدو (بالإسبانية: Javier Pulido)‏ هو فنان قصص مصورة إسباني، ولد في 1970 في لاس بالماس دي غران كناريا في إسبانيا.